# Yodoyabashi (metropolitana di Osaka)

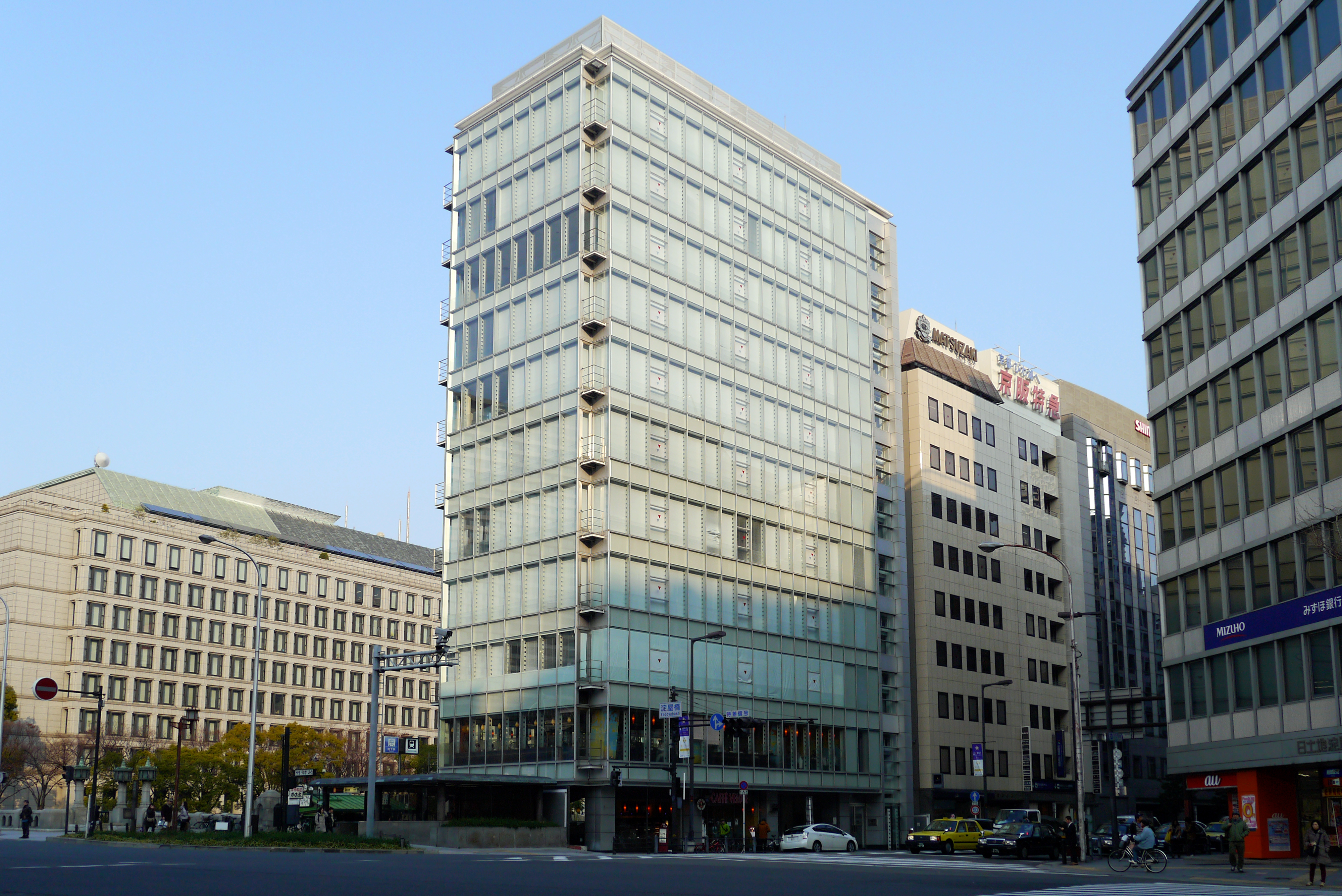
Yodoyabashi

Yodoyabashi (淀屋橋駅?, Yodoyabashi-eki) è una stazione della Metropolitana di Osaka situata nel centro della città. Nei pressi della stazione si trova il capolinea della linea principale Keihan. La stazione si trova di fronte al municipio di Osaka.

## Struttura
La stazione della metropolitana è costituita da una piattaforma a isola al secondo piano sotterraneo. I tornelli di uscita si trovano a nord, centro-nord, sud e centro-sud. L'interscambio con la linea Keihan è più comodo uscendo dai tornelli nord. La parte di stazione utilizzata dalle ferrovie Keihan dispone di 4 binari situati al secondo piano sotterraneo.